# 上甘岭
上甘嶺（：／ Sanggamnyŏng），是一個位於朝鮮半島中部江原道金化郡五聖山南麓的一個小村莊，位於38°20′0″N 127°28′0″E / 38.33333°N 127.46667°E，597.9高地和537.7高地後面的山洼裡，距離金化郡的東北偏北約4公里，金剛里以東約2公里的五聖山地區內。
1951年，當時中國人民志願軍曾这村裡召开过第五次党委扩大会议，但在第五次战役之後，由於拉鋸戰的慘烈，当时双方的炮火幾乎把整個村莊夷平，成為一片废墟。戰役之前當地的居民全數離開，使该小村落本身对战斗没有价值。1952年，朝鲜战争中的一場大規模戰役上甘岭战役就在這裡發生，並以這村來命名。